# دبليو. إتش ويكس
دبليو. إتش ويكس هو مهندس معماري كندي، ولد في 18 يناير 1864 في تشارلوت تاون في كندا، وتوفي في 29 أبريل 1936 في بيدمونت في الولايات المتحدة.